# Bience Gawanas
Bience Philomina Gawanas (sinh năm 1956) là một luật sư người Namibia. Bà được bổ nhiệm vào tháng 1 năm 2018 với tư cách là Cố vấn đặc biệt về Châu Phi cho Liên Hợp Quốc sau khi làm Ủy viên về các vấn đề xã hội tại Hội đồng các nguyên thủ quốc gia và chính phủ của Liên minh châu Phi, từ năm 2002 đến 2012. Bà là Ủy viên của Ủy ban Dịch vụ Công cộng ở Namibia từ năm 1991 đến năm 1996 và là một thanh tra trong Chính phủ Namibia từ năm 1996 đến 2003. Bà cũng là giảng viên về Luật Giới tính tại Đại học Namibia, Giám đốc Hội đồng quản trị của Ngân hàng Trung ương Namibia, và tham gia vào nhiều tổ chức phi chính phủ bao gồm Tổng thư ký của Tổ chức Phụ nữ Quốc gia Namibia và người bảo trợ của Liên đoàn Người khuyết tật Namibia. Với tư cách là Chủ tịch Ủy ban Cải cách Pháp luật, bà giám sát việc thông qua Đạo luật Bình đẳng của Người đã kết hôn. Ủy ban cũng đã thực hiện nhiều công việc về Đạo luật hiếp dâm và các luật quan trọng khác cuối cùng đã được thông qua sau thời gian bà chủ trì.

## Tuổi trẻ và giáo dục
Bience là con gái của Philemon Gawanab và Hilde Rheiss. Bà học cấp hai tại trường Công giáo St Theresa ở Tses, Vùng ǁKara, miền nam Namibia. Từ Tses, bà đến Đại học Western Cape (UWC) tại Cape Town, Nam Phi, để học luật; Các nhà tài trợ Công giáo đã giúp cô chống lại áp lực của các quan chức apartheid để chuyển sự nghiệp từ luật pháp sang điều dưỡng. Bà bị trục xuất khỏi UWC sau cuộc nổi dậy Soweto năm 1976.
Sau khi bị trục xuất, bà trở thành một thành viên tích cực của Đoàn Thanh niên SWAPO ở Namibia và là một giáo viên. Bà phải sống lưu vong, lưu lạc giữa Zambia, Angola và Cuba. Năm 1981, Tổ chức Lao động Quốc tế tài trợ cho bà làm một thực tập sinh tại trụ sở của họ và sau đó làm một nghiên cứu viên về luật lao động. Sau này, Tổ chức Giáo dục Châu Phi đã tài trợ cho bà theo học luật tại Đại học Warwick, Vương quốc Anh. Bà tốt nghiệp năm 1987 và được nhận vào làm luật sư tại Lincoln's Inn, London năm 1988.
Namibia đã bị Nam Phi chiếm đóng bất hợp pháp cho đến năm 1990. "Khi tôi quyết định học luật, một thanh tra trường học da trắng nói với tôi rằng vì là một đứa trẻ da đen, trí thông minh của tôi thấp hơn một đứa trẻ da trắng và có lẽ môn luật không dành cho tôi", bà nói trong một cuộc phỏng vấn. "Hôm nay tôi là một luật sư và tôi đã chứng minh rằng trí thông minh không liên quan gì đến màu da của một người."
Sự quan tâm đến luật pháp của Gawanas đã được khơi dậy sau khi anh trai yêu quý của cô, Jeka bị những người da trắng gây gổ và đánh chết trong khi đi bộ đường dài, và cảnh sát quyết định đó là một "tai nạn trên đường".

## Tiểu sử
Huấn luyện thực tế của bà bao gồm thời gian làm việc với Lord Tony Gifford về các trường hợp nhân quyền, chẳng hạn như kháng cáo " Birmingham Six" của những kẻ đánh bom bị cáo buộc sau đó đã được miễn tội. Trong suốt thời gian lưu vong, Bience tiếp tục chiến dịch đòi tự do cho Namibia khỏi sự cai trị của Nam Phi.
Năm 1988, bà đi du lịch đến Zambia để thăm con gái và bị SWAPO giam giữ. Trong một thời gian dài, phong trào đã giam giữ hàng ngàn người Namibia như là một phần của "sự sợ hãi gián điệp". Những cáo buộc này không bao giờ được chứng minh mặc dù nhiều tháng bị giam cầm và tra tấn. Gawanas sau đó trở thành một trong những người Namibia đầu tiên sống lại từ "ngục tối" ở Lubango, Nam Angola, vào năm 1989, vài tháng trước khi nhiều tù nhân còn sống sót khác được thả ra. Đến tháng 7 năm 1989, cô và con gái được Liên Hợp Quốc hồi hương và trở lại đất Namibia.
Công việc đầu tiên của bà ở Namibia sau khi bị lưu đày là với luật sư Anton Lubowski, kết thúc khi các đặc vụ apartheid sát hại Lubowski ngay trước cửa trong một nỗ lực không thành công để làm mất ổn định cuộc bầu cử do Liên Hợp Quốc giám sát năm 1989. Sau đó, bà làm việc với Trung tâm Hỗ trợ Pháp lý công ích cho đến năm 1991 khi được Quốc hội bổ nhiệm vào Ủy ban Dịch vụ Công Namibia. Công việc của bà ở đó bao gồm việc tái cân bằng rộng rãi cho nền công vụ Namibia. Chủ tịch Sam Nujoma bổ nhiệm bà làm Thanh tra Chính phủ, theo đề nghị của Ủy ban Tư pháp vào năm 1996, và ở vị trí này bà đã điều tra và giải quyết các khiếu nại về việc sử dụng sai ở tất cả các cấp, cho đến năm 2003. Bà cũng từng là Thư ký điều hành của Hiệp hội Thanh tra Châu Phi.
Vào tháng 7 năm 2003, Gawanas được các nguyên thủ quốc gia châu Phi bầu làm Ủy viên các vấn đề xã hội cho Ủy ban Liên minh châu Phi, có trụ sở tại Addis Ababa, Ethiopia. Bà đã tìm cách tăng tầm quan trọng của các vấn đề phát triển xã hội trong chương trình nghị sự của lục địa. Bà được bầu tái cử vào năm 2008 và sau khi hoàn thành nhiệm kỳ thứ hai vào tháng 10 năm 2012, bà trở về Namibia và trở thành Cố vấn đặc biệt cho Bộ trưởng Bộ Y tế và Dịch vụ xã hội.
Trong tháng 1 năm 2018 Gawanas được bổ nhiệm làm Cố vấn đặc biệt về châu Phi cho Liên Hợp Quốc bởi Tổng Thư ký LHQ António Guterres., chức vụ tương đương trợ lý Tổng thư ký.